# Campeonato Europeo de Halterofilia de 1950
El XXX Campeonato Europeo de Halterofilia se celebró en París (Francia) entre el 13 y el 15 de octubre de 1950 bajo la organización de la Federación Europea de Halterofilia (EWF) y la Federación Francesa de Halterofilia.
El evento fue realizado en el XXVIII Campeonato Mundial de Halterofilia. Los tres mejores halterófilos europeos de cada categoría recibieron las correspondientes medallas.

## Medallistas
| Evento   | Oro                            | Plata                            | Bronce                            |
| -------- | ------------------------------ | -------------------------------- | --------------------------------- |
| 56 kg    | Rafael Chimishkian URSS 305,0  | Gunnar Olafsson · Suecia · 275,0 | Marcel Thévenet Francia 272,5     |
| 60 kg    | Yevgueni Lopatin URSS 317,5    | Julian Creus Reino Unido 305,0   | Einar Ericsson · Suecia · 295,0   |
| 67,5 kg  | Vladimir Svetilko URSS 347,5   | André Le Guillerm Francia 322,5  | Ermanno Pignatti · Italia · 307,5 |
| 75 kg    | Vladimir Pushkariov URSS 385,0 | Lauri Kinnunen · Suecia · 357,5  | André Dochy Francia 350,0         |
| 82,5 kg  | Arkadi Vorobiov URSS 420,0     | Leif Nilsson · Suecia · 357,5    | Ernest Roe Reino Unido 357,5      |
| +82,5 kg | Yakov Kutsenko URSS 422,5      | Melvin Barnett Reino Unido 400,0 | Lage Andersson · Suecia · 392,5   |

1. 1 2 3  Fuerza (kg) + arrancada (kg) + dos tiempos (kg) = TOTAL (kg)

## Medallero
| Núm. | País        | Oro | Plata | Bronce | Total |
| ---- | ----------- | --- | ----- | ------ | ----- |
| 1    | URSS        | 6   | 0     | 0      | 6     |
| 2    | Suecia      | 0   | 3     | 2      | 5     |
| 3    | Reino Unido | 0   | 2     | 1      | 3     |
| 4    | Francia     | 0   | 1     | 2      | 3     |
| 5    | Italia      | 0   | 0     | 1      | 1     |
|      | TOTAL       | 6   | 6     | 6      | 18    |